# Famille Riccardi

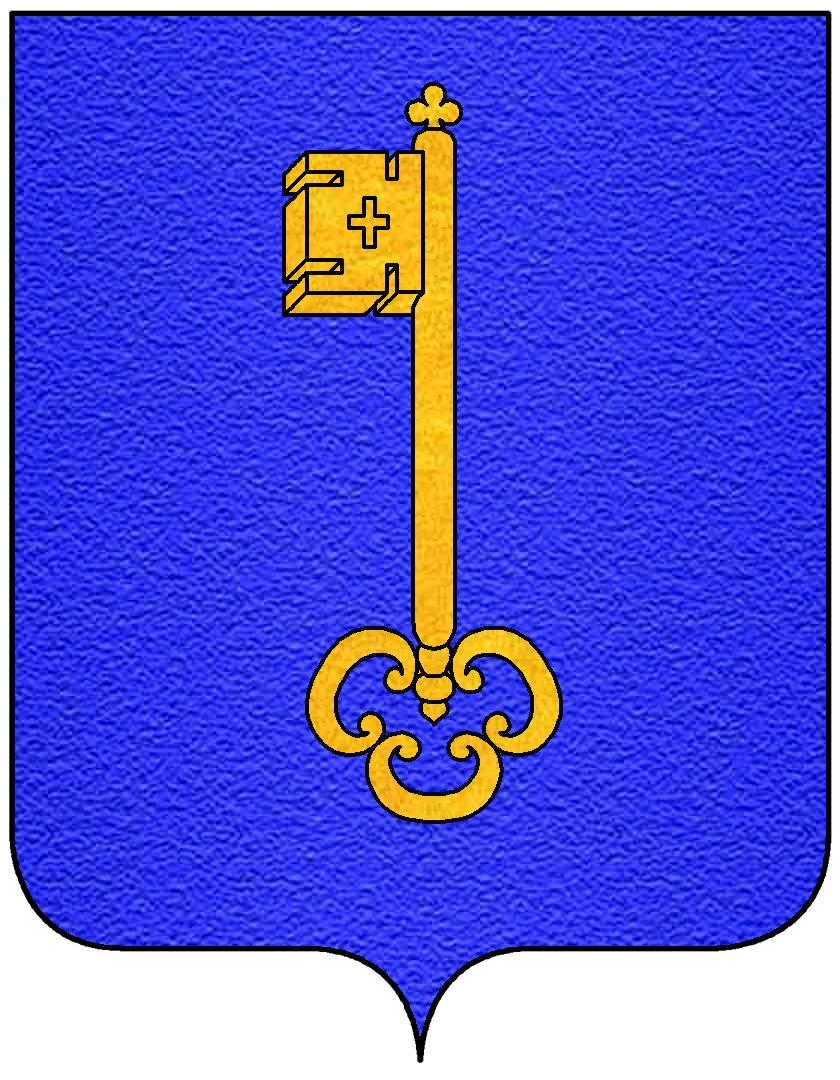
Blason des Riccardi

Les Riccardi sont une antique famille de Florence d'origine allemande.

## Histoire
La famille, dont le patronyme d'origine devait être « Rickhardt » ou un nom semblable, est originaire de Cologne, et s'installe à Florence au XIVe siècle avec un certain Anichino, tailleur de profession.
Ils sont ensuite devenus banquiers et leur fortune croît avec les années ; mais ils demeurent dans l'ombre au XVe siècle et dans la première moitié du XVIe siècle. En 1586, ils font l'acquisition du palazzo di Bianca Cappello, et en 1598 peuvent se permettre d'acquérir aussi le palais de Valfonda, qui était aux Bartolini-Salimbeni, et ont font l'une des demeures les plus magnifiques de la ville avec des jardins splendides. Francesco et Riccardo Riccardi furent ambassadeurs et sénateurs sous le règne de François Ier de Médicis. Avant le départ de Marie de Médicis pour la France, des réceptions mémorables se tinrent en son honneur dans les jardins de Valfonda. 
Du temps du grand-duc Ferdinand II, ils rendent service à l'État grâce à quoi ils sont faits marquis en 1629 et reçoivent la seigneurie de Chianni (comprenant aussi le territoire de Montevaso) et celle de Rivalto, qui est un marquisat. Le même Ferdinand II leur permet en 1659 d'acquérir le vieux palais Médicis, puisque la famille grand-ducale demeure désormais au palais Pitti. La somme versée est de 40.000 écus, ce qui est colossal. Les nouveaux marquis entreprennent de grands travaux, agrandissant le palais au nord et le faisant décorer de fresques par Luca Giordano, entre autres ; celui-ci y réalisa son chef-d'œuvre L'Apothéose de la famille Médicis (bienfaitrice des Riccardi), fresque gigantesque et l'une des plus significatives de Florence au XVIIe siècle. Dès lors le palais prend le nom de « palais Médicis-Riccardi ». À cette époque, le marquis Gabriello Riccardi, qui avait acheté le palais, était ambassadeur, tandis que Cosimo était stratège et général au service de l'Espagne.

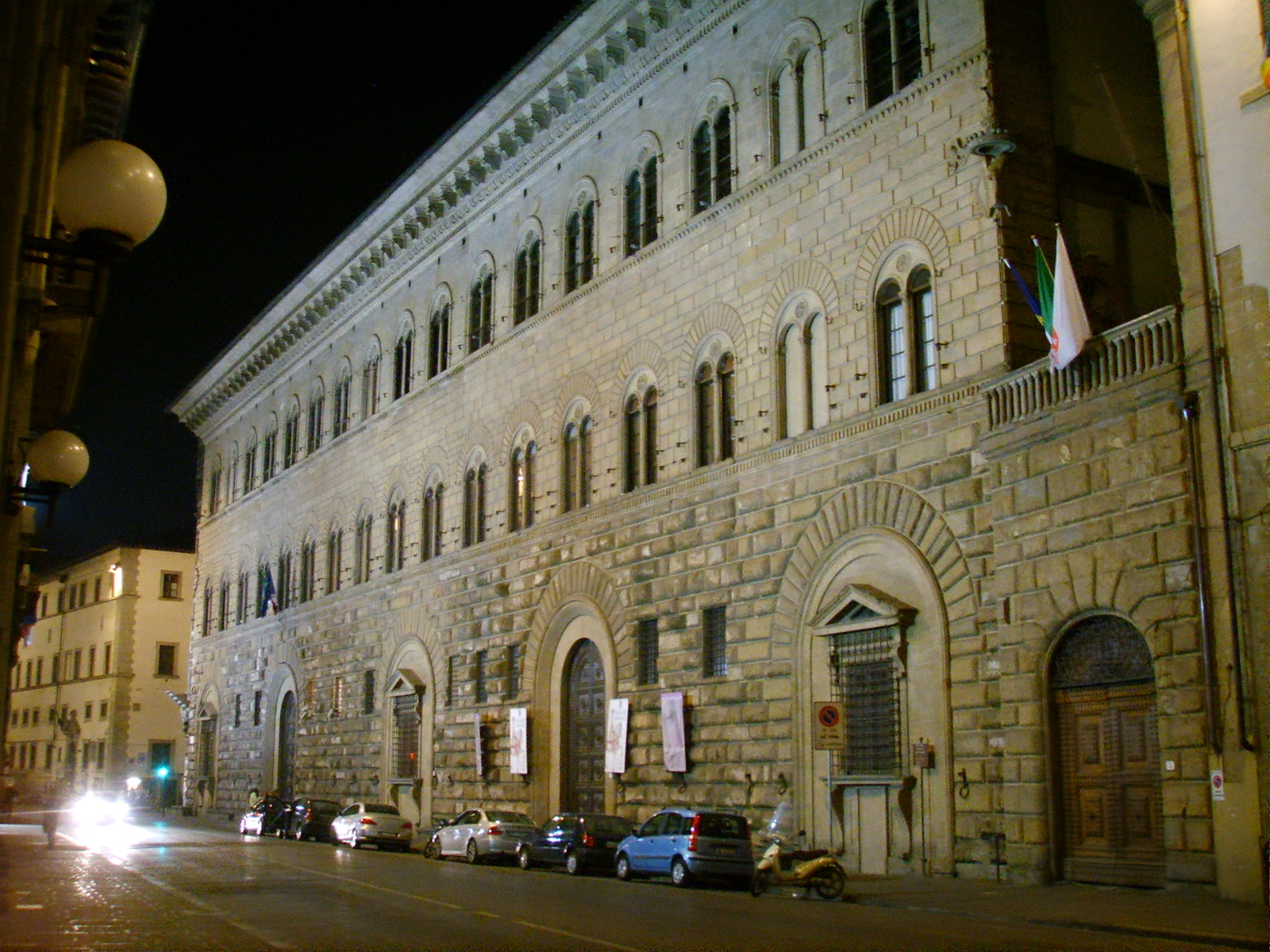
Le palais Medici-Riccardi.

Riccardo Romolo Riccardi fonde au début du XVIIe siècle la Bibliothèque Riccardiana à l'époque où la famille réside encore au palais de Valfonda. Ensuite ils emménagent au palais Medici-Riccardi, où se trouve toujours presque intacte un exemple parfait de bibliothèque nobiliaire, avec des exemplaires exceptionnels. En outre, la famille collectionne des pièces d'art antique qu'elle avait acquises des Médicis eux-mêmes. Parmi celles-ci, l'on peut distinguer la Tête du chevalier Riccardi, aujourd'hui au Musée archéologique national de Florence. La famille possède aussi le palais Capponi-Vettori.
Les Riccardi maintiennent un train de vie de haute teneur, mais les temps changent rapidement ; au début du XIXe siècle, ils subissent un revers de fortune et ils sont obligés de vendre en 1810 leur splendide palais aux Lorraine, devenus grands-ducs de Toscane après l'extinction de la famille Médicis en 1737.
La maison s'éteint en 1847:  le nom et le titre de marquis passent à la famille Mannelli-Galilei.